# Metro w Lizbonie
Metro w Lizbonie – system podziemnej kolei miejskiej zlokalizowany w Lizbonie. Sieć składa się z czterech linii o łącznej długości 43 km, na których znajduje się 55 stacji. Pierwsza linia została oddana do użytku w 1959 roku po czterech latach budowy.
W 2012 roku lizbońskie metro przewiozło ponad 154 mln pasażerów.
W 2023 są 4 działające linie oznaczone kolorami: czerwony, niebieski, zielony, żółty. Wszystkie linie przecinają się ze sobą pozwalając na wygodne przesiadki pasażerów jadących na trasie obsługiwanej przez dwie linie. Brak jest stacji potrójnej czy poczwórnej. Natomiast jest 6 stacji podwójnych. 
W 2023 rozpoczęto ocenę wpływu na środowisko budowy linii piątej: fioletowej - w znacznym zakresie naziemnej, ze stację podwójną:  Odivelas we wschodniej Lizbonie i mającej obsługiwać gminę Loures. Zakończenie prac przewidywane jest na rok 2026.

## Kalendarium
| Data                 | Linia    | Odcinek                                         | Liczba nowych stacji | Liczba wszystkich stacji | Długość odcinka (km) | Długość łączna (km) |
| -------------------- | -------- | ----------------------------------------------- | -------------------- | ------------------------ | -------------------- | ------------------- |
| 29 grudnia 1959      | 1        | Restauradores – Jardim Zoológico / Entre Campos | 11                   | 11                       | 6,6                  | 6,6                 |
| 27 stycznia 1963     | 1        | Restauradores – Rossio                          | 1                    | 12                       | 0,5                  | 7,1                 |
| 26 września 1966     | 1        | Rossio – Anjos                                  | 3                    | 15                       | 1,5                  | 8,6                 |
| 18 czerwca 1972      | 1        | Anjos – Alvalade                                | 5                    | 20                       | 3,4                  | 12,0                |
| 14 października 1988 | 1        | Jardim Zoológico – Colégio Militar/Luz          | 3                    | 24                       | 2,7                  | 15,8                |
| 14 października 1988 | 1        | Entre Campos – Cidade Universitária             | 1                    | 24                       | 1,1                  | 15,8                |
| 3 kwietnia 1993      | 1        | Cidade Universitária – Alvalade                 | 1                    | 25                       | 3,1                  | 18,9                |
| 15 lipca 1995        | Azul     | Campo Grande – Colégio Militar/Luz              | –                    | 25                       | –                    | 18,9                |
| 15 lipca 1995        | Amarela  | Campo Grande – Marquês de Pombal                | 2                    | 27                       | –                    | 18,9                |
| 19 października 1997 | Azul     | Colégio Militar/Luz – Pontinha                  | 2                    | 29                       | 1,6                  | 20,5                |
| 29 grudnia 1997      | Amarela  | Marquês de Pombal – Rato                        | 1                    | 30                       | 0,6                  | 21,1                |
| 3 marca 1998         | Verde    | Campo Grande – Rossio                           | –                    | 30                       | –                    | 21,1                |
| 18 kwietnia 1998     | Verde    | Rossio – Cais do Sodré                          | 2                    | 32                       | 1,4                  | 22,5                |
| 19 maja 1998         | Vermelha | Alameda – Oriente                               | 5                    | 37                       | 5,0                  | 27,5                |
| 18 lipca 1998        | Vermelha | Cabo Ruivo                                      | 1                    | 38                       | –                    | 27,5                |
| 8 sierpnia 1998      | Azul     | Restauradores – Baixa-Chiado                    | 1                    | 39                       | 0,6                  | 28,1                |
| 7 listopada 1998     | Vermelha | Olivais                                         | 1                    | 40                       | –                    | 28,1                |
| 2 listopada 2002     | Verde    | Campo Grande – Telheiras                        | 1                    | 41                       | 0,6                  | 28,7                |
| 27 marca 2004        | Amarela  | Campo Grande – Odivelas                         | 5                    | 46                       | 5,0                  | 33,7                |
| 15 maja 2004         | Azul     | Pontinha – Amadora Este                         | 2                    | 48                       | 1,4                  | 35,1                |
| 19 grudnia 2007      | Azul     | Baixa-Chiado – Santa Apolónia                   | 2                    | 50                       | 2,2                  | 37,3                |
| 29 sierpnia 2009     | Vermelha | Alameda – São Sebastião                         | 2                    | 52                       | 2,2                  | 39,5                |
| 17 lipca 2012        | Vermelha | Oriente – Aeroporto                             | 3                    | 55                       | 3,3                  | 42,8                |
| 7 kwietnia 2016      | Azul     | Amadora Este – Reboleira                        | 1                    | 56                       | 1,4                  | 44,2                |

## Zmiany nazw stacji
| Data zmiany  | Linia        | Stacja            | Poprzednia nazwa |
| ------------ | ------------ | ----------------- | ---------------- |
| 3 marca 1998 | Azul         | Jardim Zoológico  | Sete Rios        |
| 3 marca 1998 | Azul Amarela | Marquês de Pombal | Rotunda          |
| 3 marca 1998 | Verde        | Martim Moniz      | Socorro          |
| 3 marca 1998 | Azul         | Praça de Espanha  | Palhavã          |

## Linie
| Symbol | Nazwa             | Kolor               | Stacje końcowe             | Otwarcie    | Ostatnia rozbudowa | Długość (km) | Liczba stacji |
| ------ | ----------------- | ------------------- | -------------------------- | ----------- | ------------------ | ------------ | ------------- |
|        | Linha da Gaivota  | Niebieski (Azul)    | Reboleira – Santa Apolónia | 1959 (1995) | 2016               | 13,7         | 18            |
|        | Linha do Girassol | Żółty (Amarela)     | Odivelas – Rato            | 1959 (1995) | 2004               | 11           | 13            |
|        | Linha da Caravela | Zielony (Verde)     | Telheiras – Cais do Sodré  | 1963 (1998) | 2002               | 9            | 13            |
|        | Linha do Oriente  | Czerwony (Vermelha) | São Sebastião – Aeroporto  | 1998        | 2012               | 10           | 12            |